# Kakaofränskivling
Kakaofränskivling (Hebeloma laterinum) är en svampart som först beskrevs av August Johann Georg Karl Batsch, och fick sitt nu gällande vetenskapliga namn av Vesterh. 2005. Enligt Catalogue of Life ingår kakaofränskivling i släktet fränskivlingar och familjen Strophariaceae, men Dyntaxa placerar istället släktet fränskivlingar i familjen buktryfflar. Arten är reproducerande i Sverige. Inga underarter finns listade i Catalogue of Life.